# Station Aalsmeer
Station Aalsmeer is een voormalig kopstation aan de Haarlemmermeerspoorlijnen: Aalsmeer – Amsterdam Willemspark, Aalsmeer – Haarlem en Aalsmeer – Nieuwersluis-Loenen, die werden aangelegd door de Hollandsche Electrische-Spoorweg-Maatschappij (HESM).
Het stationsgebouw, een ontwerp van J.G. Wattjes, wijkt sterk af van de andere stations van de Haarlemmermeerspoorlijnen. Het heeft een symmetrische gevel en bestaat uit een hoog middendeel en twee lage vleugels. Het station werd voor reizigersvervoer geopend op 2 augustus 1912 en gesloten op 3 september 1950. Het restant van de spoorlijn richting Hoofddorp werd toen opgebroken, de lijnen richting Oosteinde (Aalsmeer Oost) en Uithoorn bleven in gebruik voor goederenvervoer (voornamelijk kolen) tot 28 mei 1972. In 1975 werden alle sporen in Aalsmeer opgebroken.
Het stationsgebouw bleef bestaan, was tijdelijk in gebruik als politiebureau, werd slachtoffer van een brand in 1977 en werd gerestaureerd in 1980. Tegenwoordig is er een makelaarskantoor in gevestigd, er is helaas een achterstand in onderhoud aan het station ontstaan na een kostbaar herstel van het dak. Hierdoor zijn restauratiewerkzaamheden van het rijksmonument (eventueel met subsidie) uitgesteld. Aan de straatzijde staat sinds 8 december 2000 op een kort stukje spoor locomotor nummer 352, voorheen in gebruik bij de NS, opgesteld als blikvanger.
Het gebouw, met het toiletgebouw, is sinds 2012 een rijksmonument en bevindt zich aan de Stommeerweg 1.

## Galerij

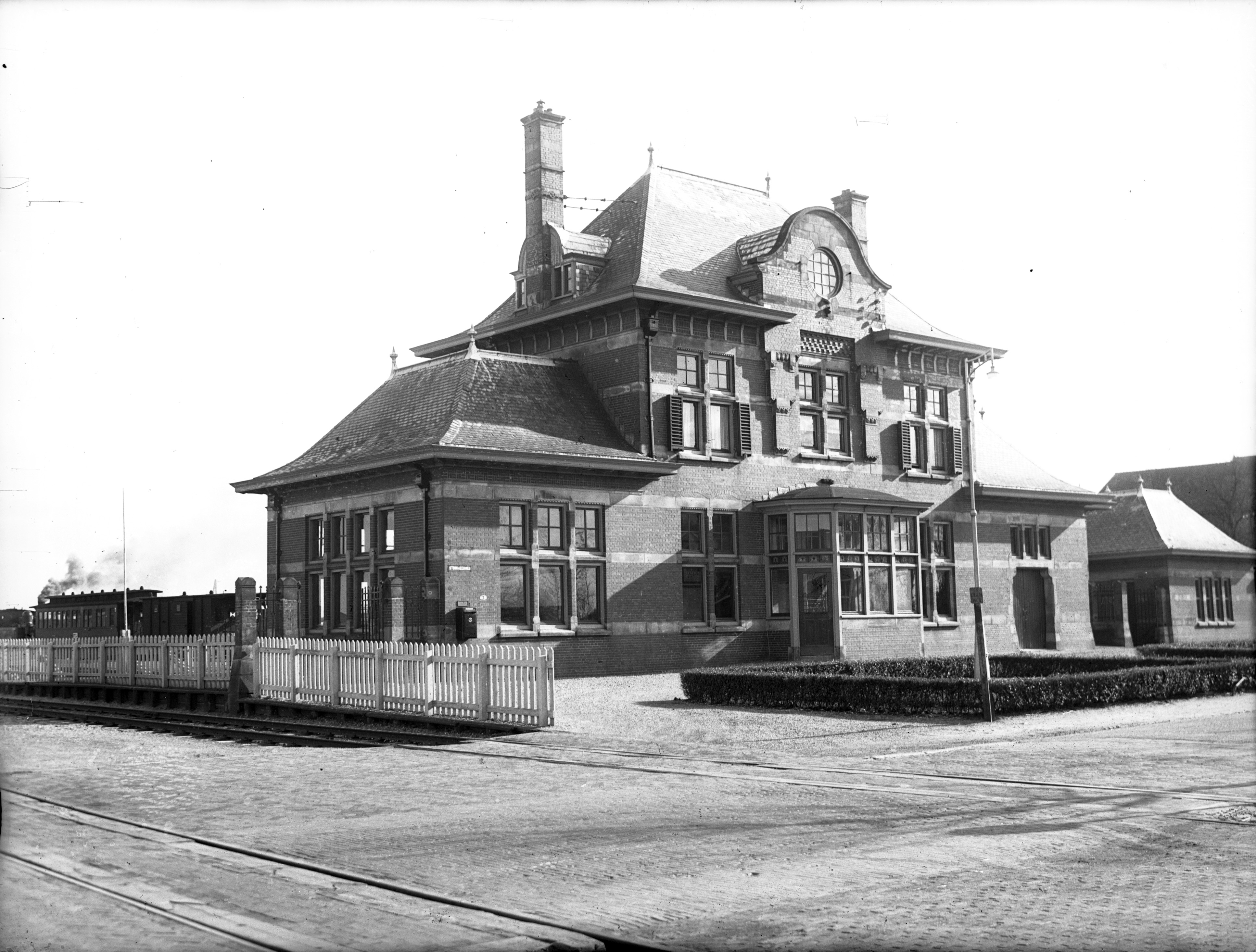
Station Aalsmeer gezien vanaf de sporen aan de Kolenhaven
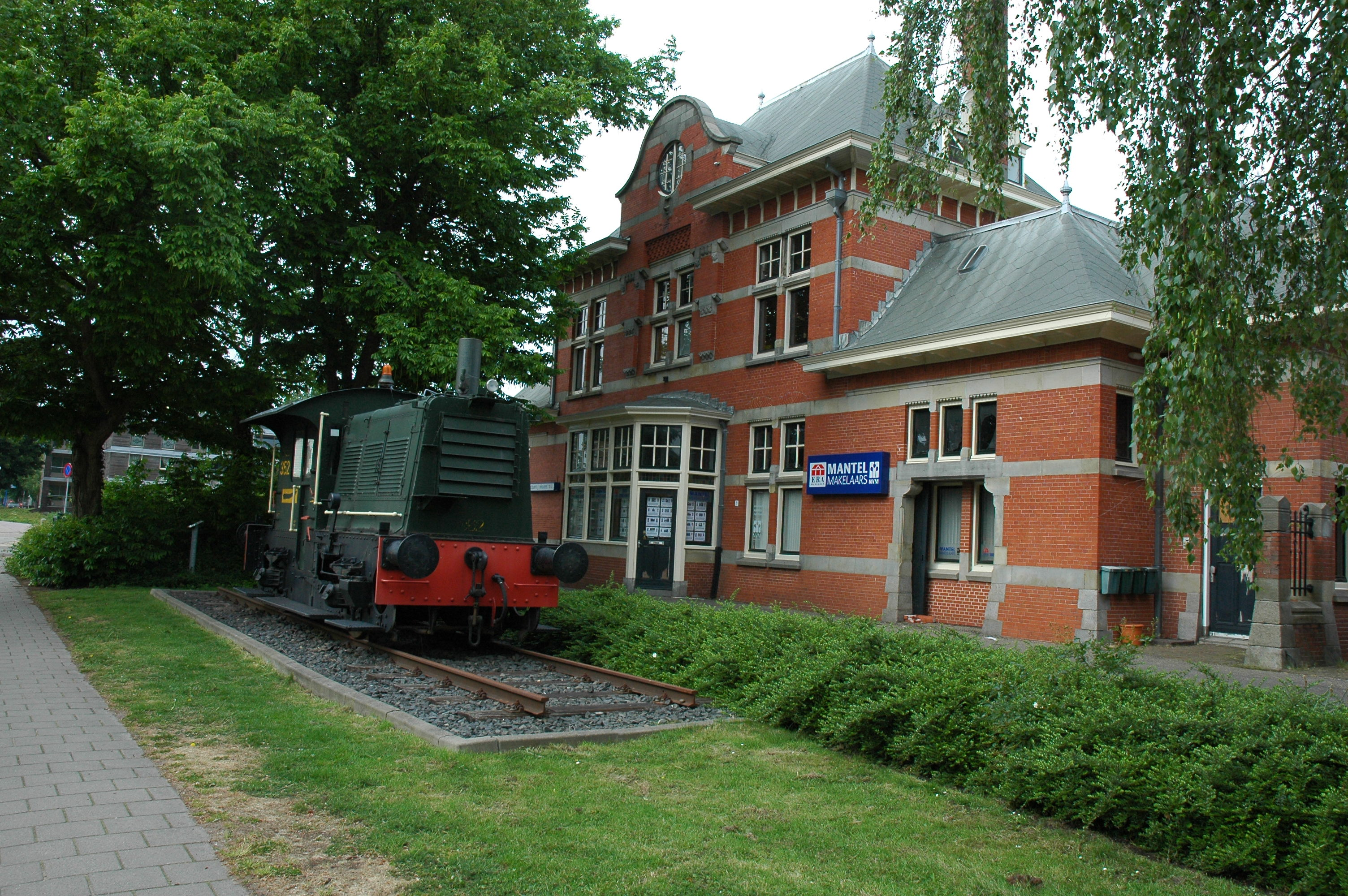
Station Aalsmeer: Stommeerwegzijde met locomotor 352
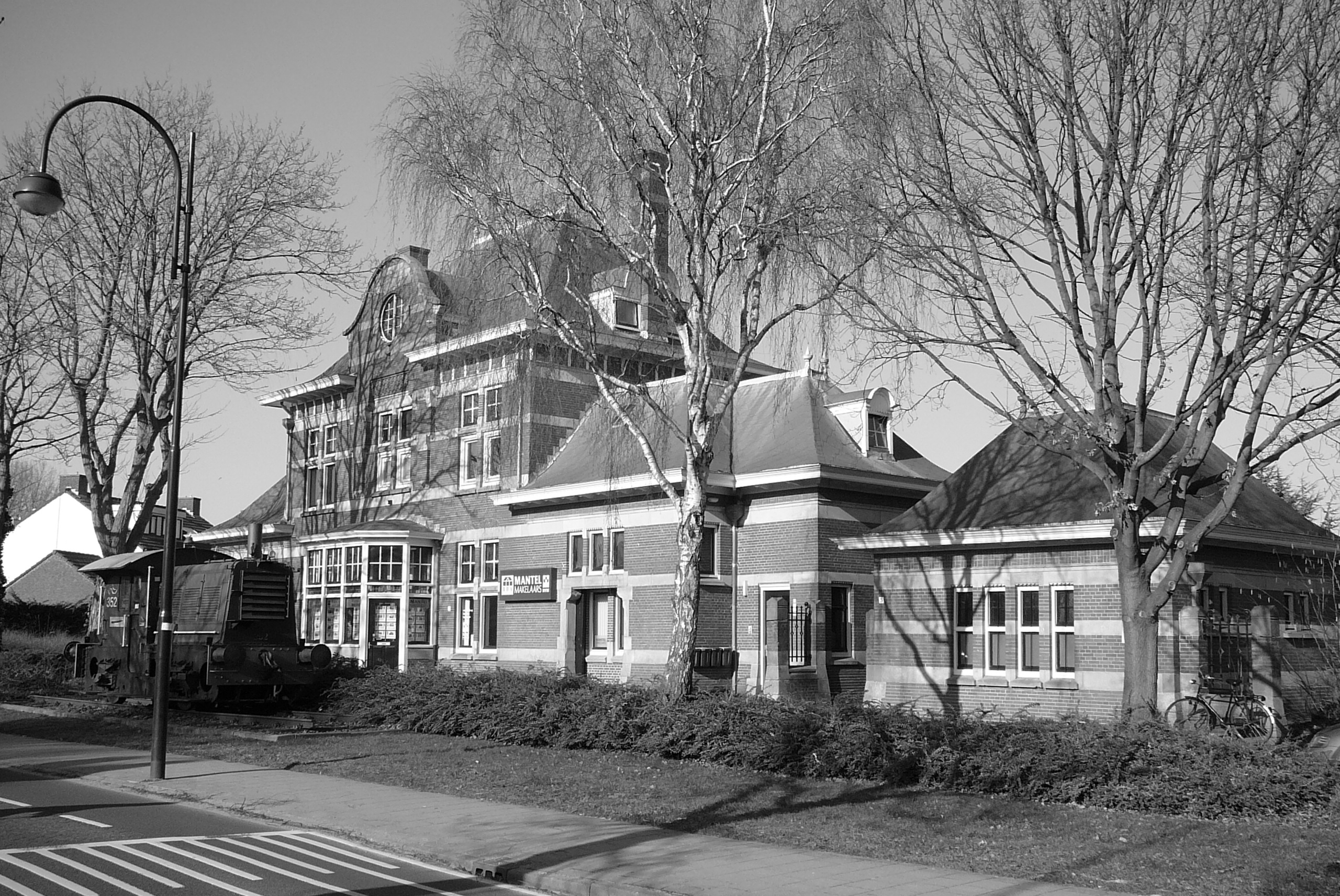
Station Aalsmeer vanaf de Stommeerweg gezien, 9 maart 2010
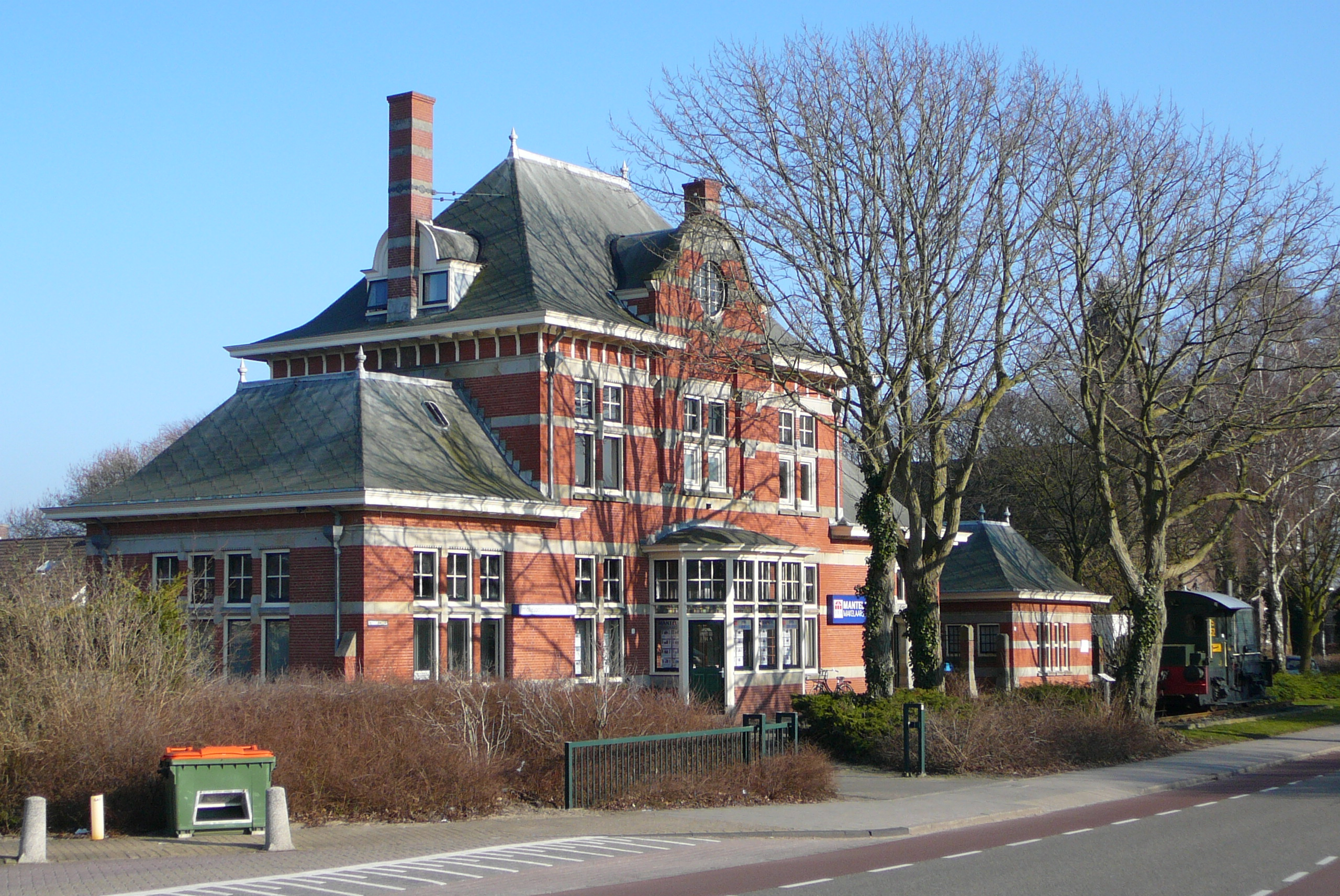
Station Aalsmeer vanaf de Stationsweg gezien, 9 maart 2010
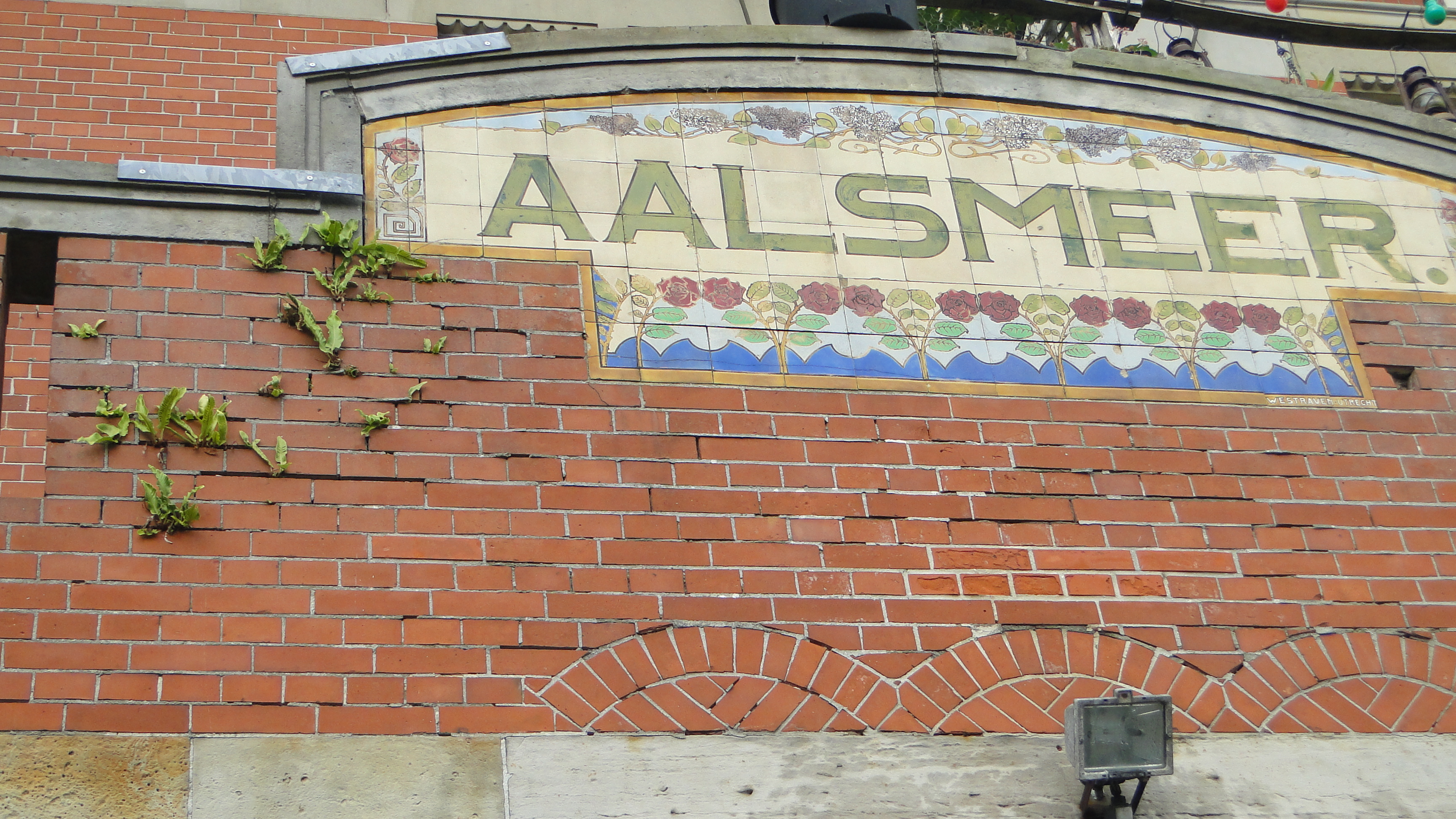
Station Aalsmeer: tegeltableau met plantengroei door verdwenen voegwerk, 12 juli 2021
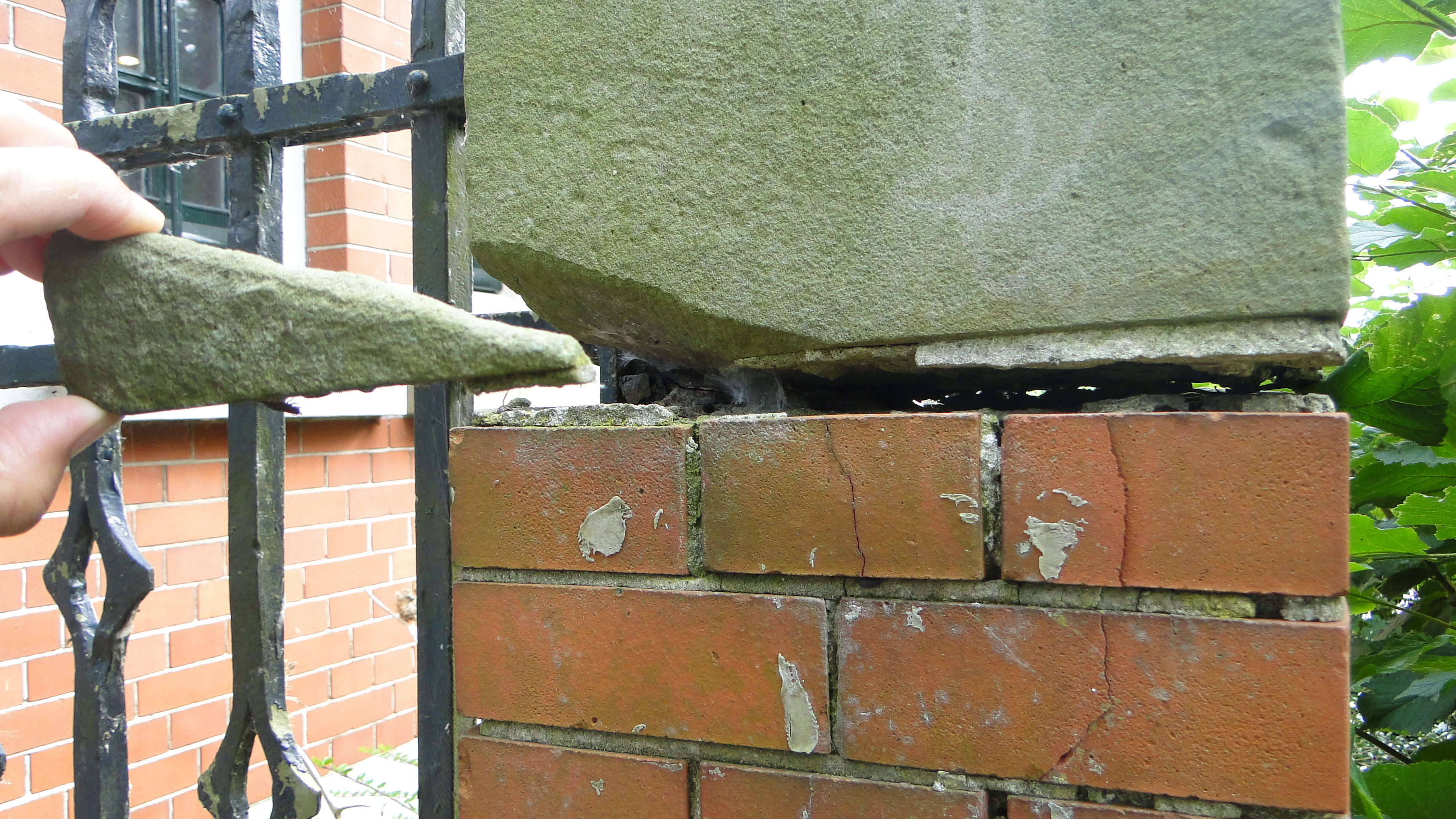
Station Aalsmeer: slechte staat pilaar hekwerk tussen stationsgebouw en retirade, 12 juli 2021
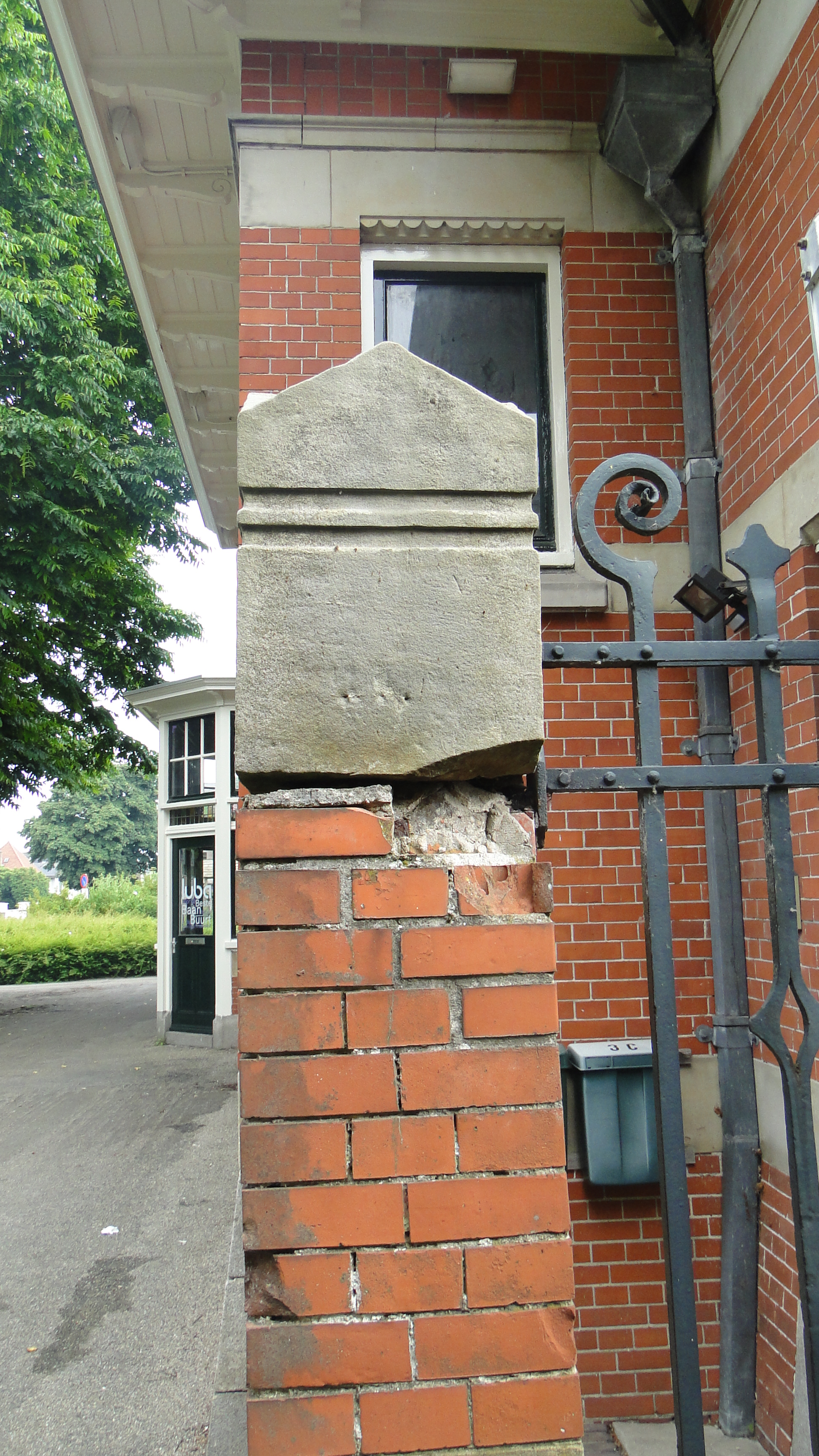
Station Aalsmeer: slechte staat pilaar hekwerk tussen stationsgebouw en retirade, 12 juli 2021
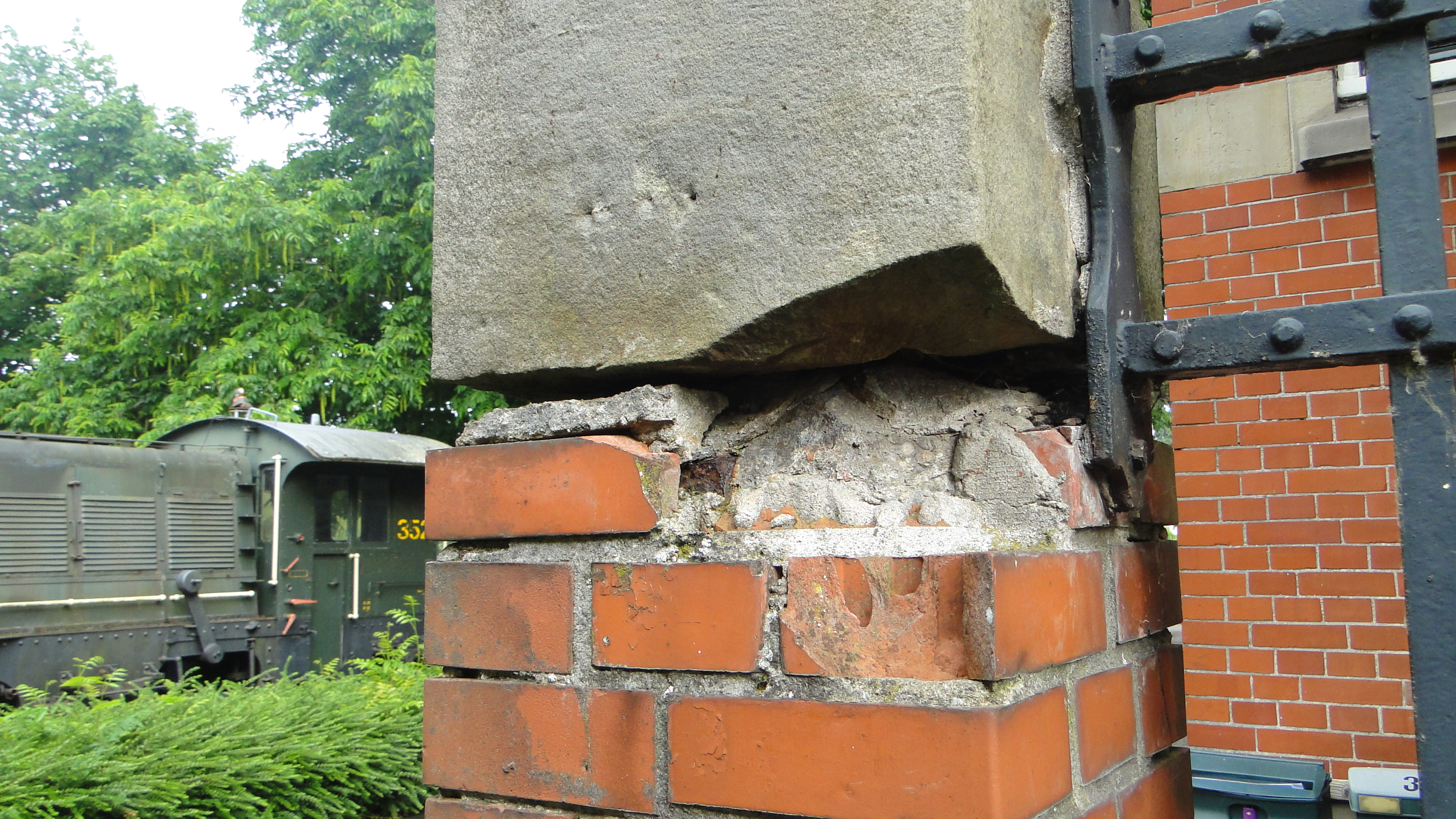
Station Aalsmeer: slechte staat pilaar hekwerk tussen stationsgebouw en retirade, 12 juli 2021
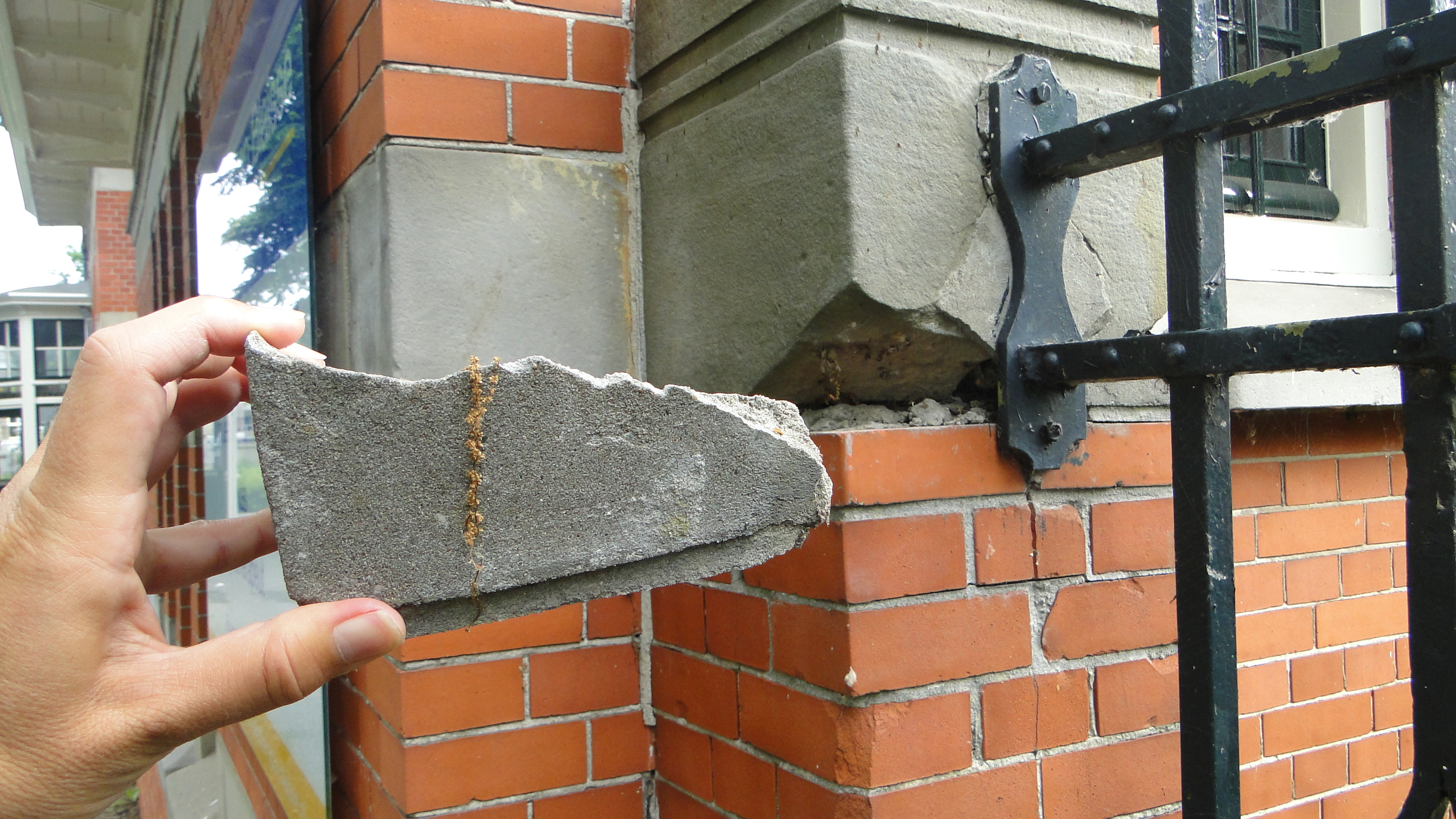
Station Aalsmeer: slechte staat pilaar hekwerk vast aan stationsgebouw, 12 juli 2021
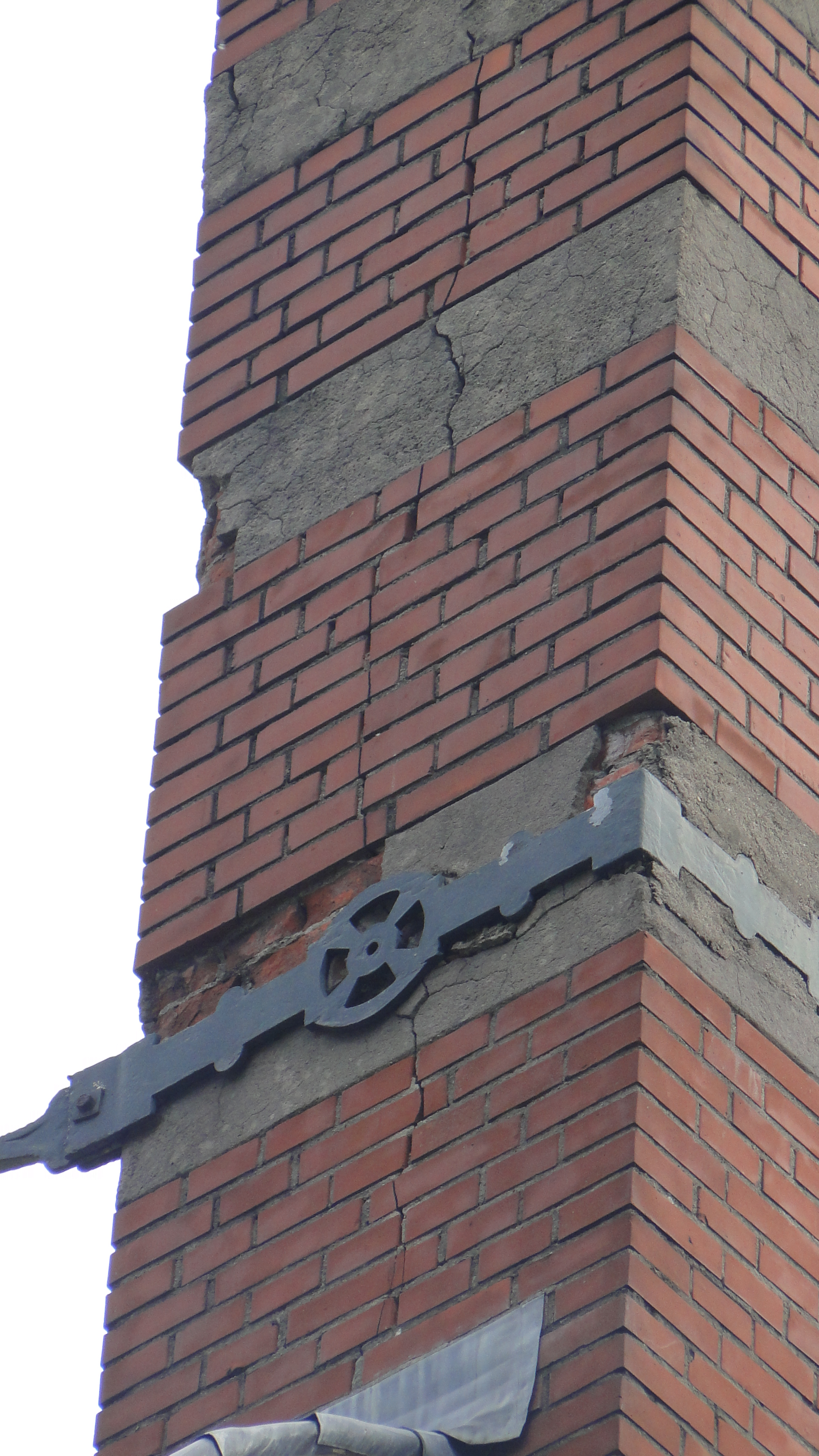
Station Aalsmeer: slechte staat schoorsteen zuidoostzijde, 12 juli 2021
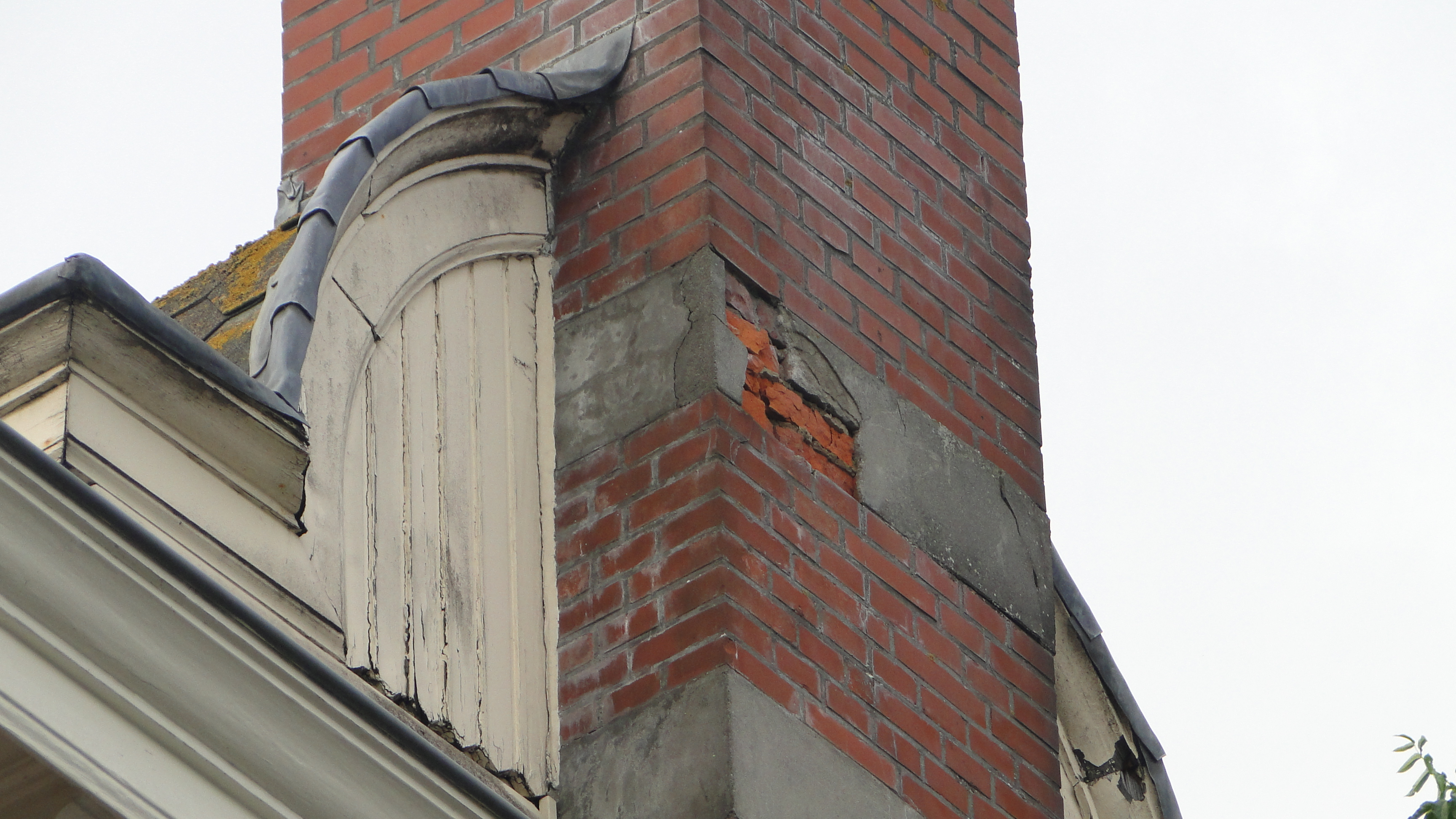
Station Aalsmeer slechte staat schoorsteen en houtwerk noordwestzijde, 12 juli 2021
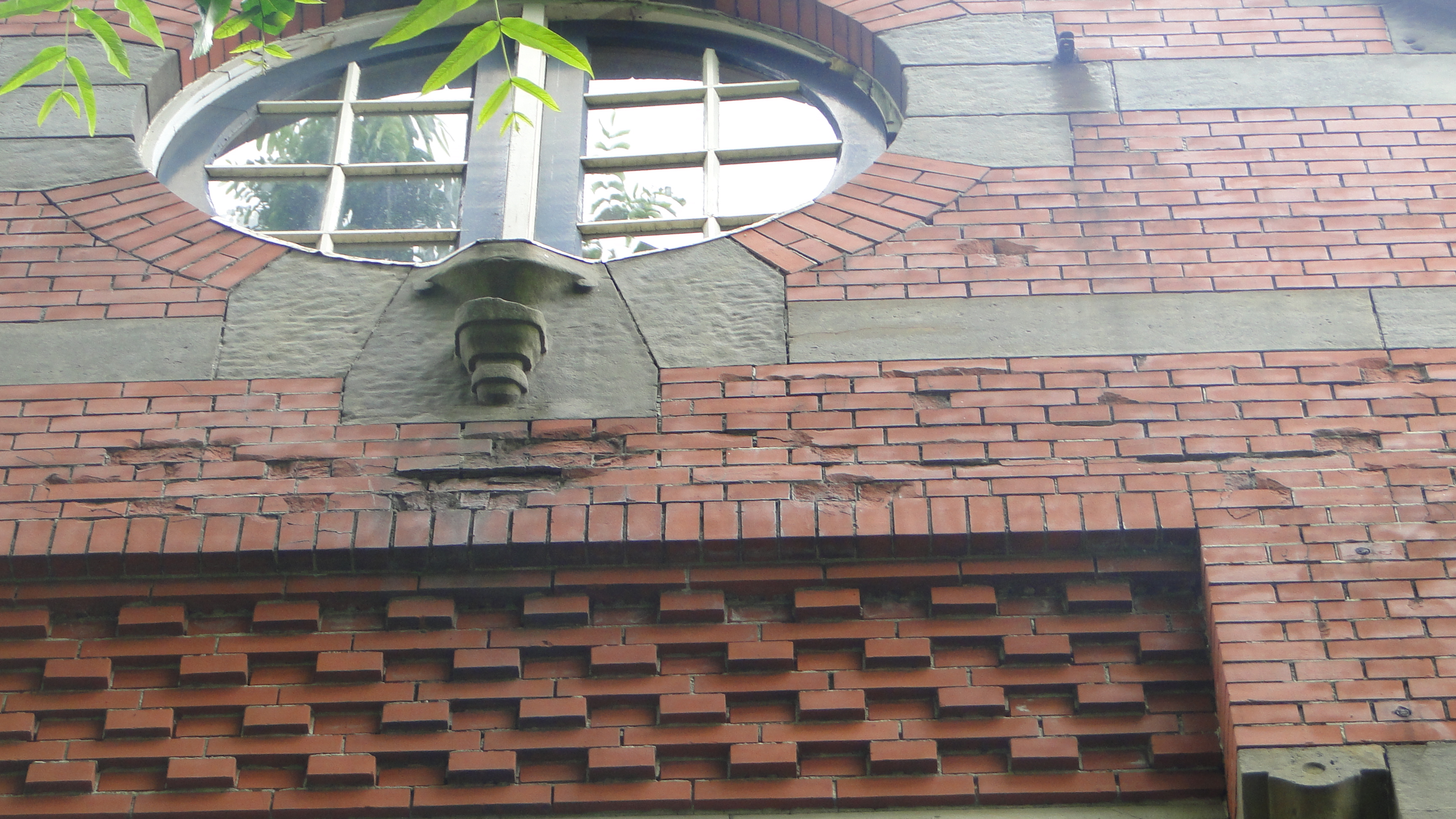
Station Aalsmeer straatzijde detail met slechte staat van voegen, 12 juli 2021
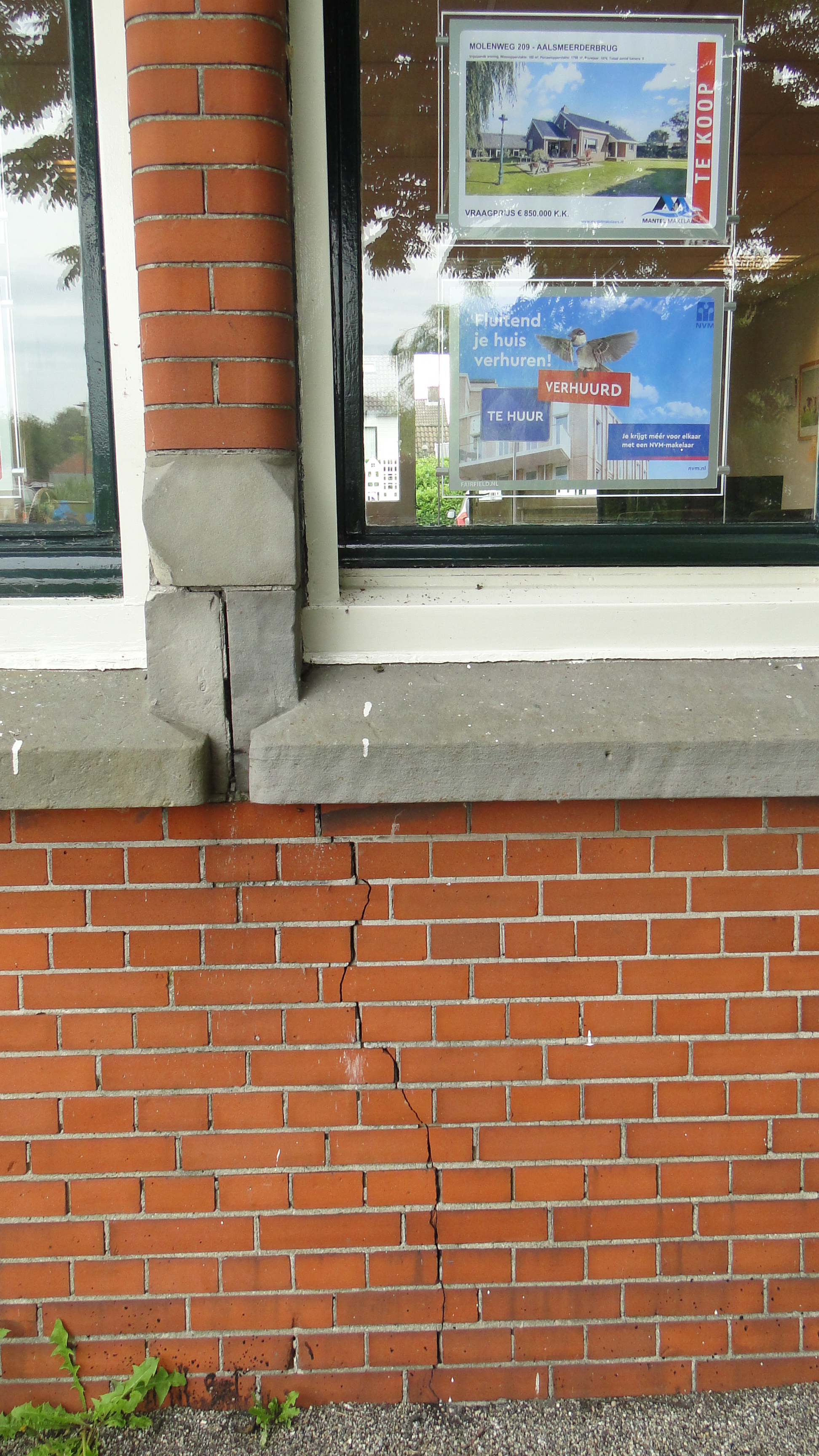
Station Aalsmeer scheur in muur straatzijde, 12 juli 2021
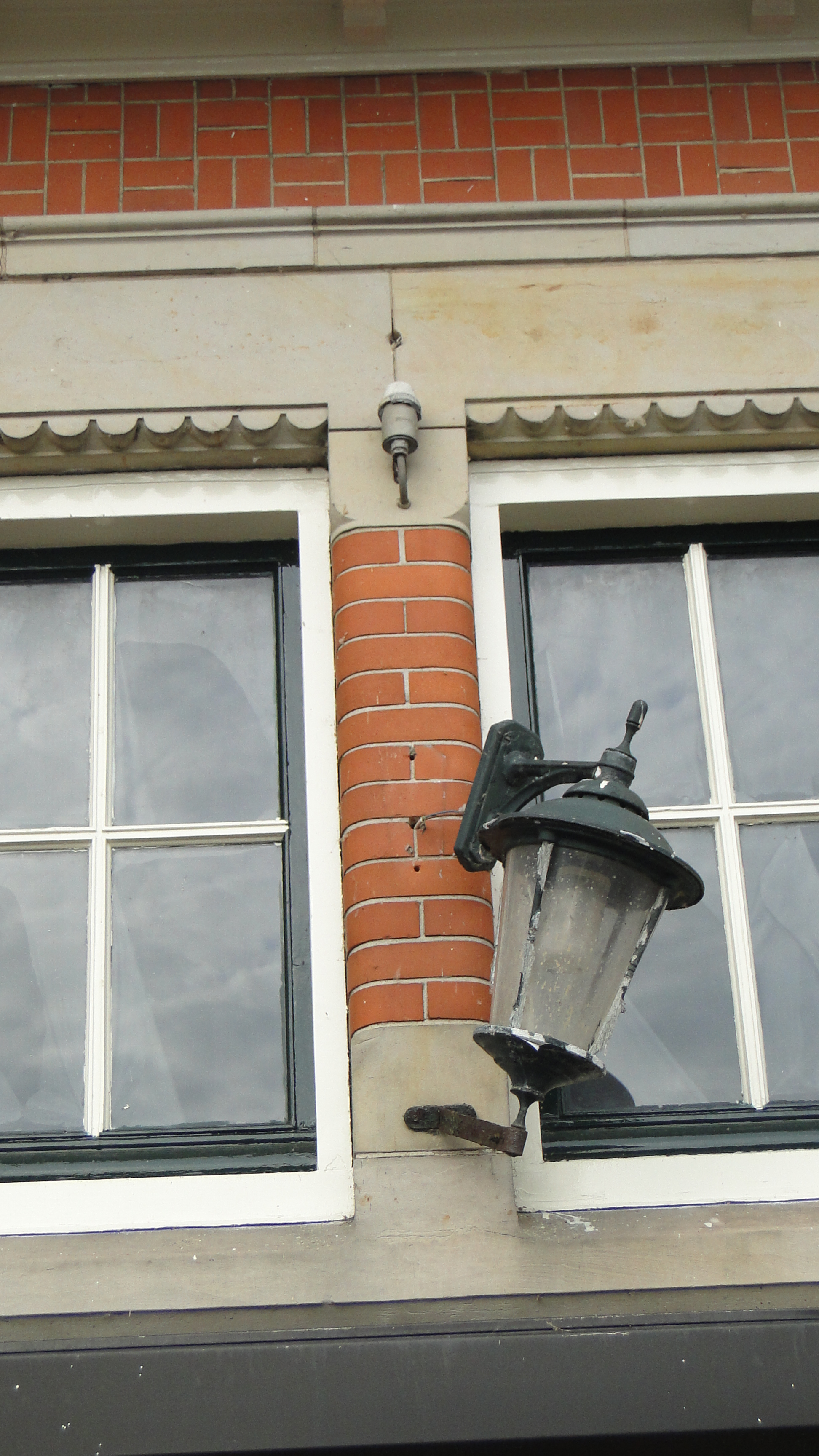
Station Aalsmeer: Lantaarn aan de voormalige perronzijde zat in 2020 nog muurvast, 12 juli 2021